# تيتاوونج (فلم)
تيتاوونج فيلم دراما رومانسي من إخراج وتأليف أمينة محمد عام 1937، ساعد في كتابة القصة والسيناريو والحوار السيد بدير والسيد حسن جمعة. الفيلم من بطولة أمينة محمد وحسين صدقي، في أول ظهور له على الشاشة، تدور الأحداث حول الفتاة موللي التي تولد لأم صينية وتعمل بملهى ليلي. الفيلم يحمل الترتيب الحادي والستين في قائمة أفلام السينما المصرية.
صدر الفيلم إلى دور العرض المصرية في 25 مارس 1937 في دار عرض سينما كوزمو بالقاهرة والإسكندرية.
منح موقع قاعدة بيانات الأفلام العربية «السينما.كوم» الفيلم درجة 5.6/ 10.

## طاقم التمثيل
أمينة محمد: في دور موللي/ تيتاوونج
حسين صدقي: في دور محسن (المحامي صديق موللي)
إستر شطاح: في دور أم موللي الصينية
حكمت فهمي: في دور راقصة في الملهى الليلي
بالاشتراك مع: السيد حسن جمعة - عثمان أباظة - السيد بدير - عبد السلام الشريف - حسن إمام عمر - نجمة إبراهيم - توفيق كساب - أحمد نجيب - أحمد الشريف - محمد الكحلاوي (غناء).

## أحداث الفيلم
تلد الزوجة الصينية (إستر شطاح) ابنة دون أن يعرف الزوج أنه ليس الأب الحقيقي. لكن أخاه العاطل (عبد السلام الشريف) يعرف السر ويواصل ابتزاز المال من الأم. تكبر الابنة موللي (أمينة محمد) وتسمع سرًا نقاشًا حادًا بين أمها وعمها فتعرف حقيقتها. ويموت الأب ويصبح العم وصيًا على ثروة أخيه ويبددها بين موائد القمار ونساء الحانات. وتموت الأم ويقذف العم بابنة أخيه موللي إلى الكباريهات لتبيع جسدها تحت اسم «تيتا وونج». وتتعرف تيتا إلى المحامي محسن (حسين صدقى) وتبوح له بكل أسرارها ويجمع بينهما حب قوي. ولا يريد العم أن تحب تيتا وونج رجلًا، بل يريدها أن تكون للجميع، فيدخل حجرتها ليقتلها، وتزل قدم العم ويقع على وجهه وينغرس خنجره في صدره. ويقبض على تيتاوونج ويدافع عنها حبيبها المحامي الذي يسعى خلال جلسات المحاكمة إلى إثبات براءة البطلة من تهمة القتل وكشف حقيقة ما حدث، وهو دفاعها عن نفسها بعد أن اقتحم العم غرفتها ليقتلها بسكين، بعد أن علم بأنها على علاقة عاطفية بهذا الشاب وقد يفقدها كمصدر للمال، فما كان منها إلا أن دفعته بقوة، فسقط سكينه وسقط هو فوقه، لينغرس في صدره، وفي النهاية، تنكشف الحقيقة ويتم تبرئة موللي (تيتاوونج)، بفضل شهادة إحدى العاملات بالملهى (حكمت فهمي).

## إنتاج الفيلم
لم تكن أمينه تمتلك إلا مبلغ سبعة عشر جنيها في ذلك الوقت، فقامت بنشر إعلانا في صحيفة الأهرام تطلب فيه وجوهاً جديدة لفيلمها الأول، وكان من بين هؤلاء الهواة غير المعروفين «السيد بدير»، و«صلاح أبو سيف»، و«أحمد كامل مرسي»، و«حلمي حليم»، و«محمد عبد الجواد»، و«يوسف معلوف»، و«عثمان أباظة»، ومن الممثلين «محسن سرحان» و«محمد الكحلاوي» و«نجمة إبراهيم» و«زوزو نبيل»، و«صفية حلمي»، ومن الصحفيين «حسين فريد» و«سيد إسماعيل»، ومن الفنانين التشكيليين «رشاد منسي» و«عبد السلام الشريف»، بالإضافة إلى الراقصة «حكمت فهمي» و«استر شطاح»، أما «حسين صدقي» فقد اكتشفته بطريق المصادفة ليقوم بدور الفتى الأول بدلا من محسن سرحان والذي اعترض عليه المصور الفرنسي«ديفيد كورنيل». أجرت أمينة محمد المقابلات مع المتقدمين الهواة المغمورين وبدأت في كتابة القصة والسيناريو والحوار. أنتجت أمينة محمد هذا الفيلم بطريقة المشاركة الفنية، والمصطلح عليها باسم «الكومبينة»، وشاركت بمجهودها الفني بجانب جهود العاملين معها مثل المصور الفرنسي «ديفيد كورنيل» الذي تعهد بتقديم الفيلم الخام حيث صورت مناظر الفيلم فوق سطح (عمارة ستيرنج) العمارة رقم 64 بشارع إبراهيم باشا «الجمهورية» الآن، وتم تسجيل الصوت على أجهزة محلية من تصنيع مهندس الصوت المصري «سابو»، واستكمال مشاهد الفيلم بين ستوديو مصر وستوديو كاتساروس، وقامت احدي شركات السينما بتمويل الفيلم تحت حساب التوزيع بينما صورت مشاهده الخارجية في بعض منازل الدبلوماسيين الصينيين والحديقة اليابانية بالقاهرة، ولما كانت أمينة هي مؤلفة العمل وبطلته فقد رسمت لنفسها دورا يتناسب مع ملامحها الاسيوية التي تجعلها قريبة الشبه من الصينيات، فالبطلة التي تدعى تيتاوونج فتاة صينية تقيم مع أسرتها بالقاهرة.
قالت أمينة إنها دفعت لحسين صدقي مبلغ 5 جنيهات هي قيمة أجره في الفيلم ودفعت أيضًا لمحمد الكحلاوي 5 جنيهات، ثم اقترضت منه المبلغ بعد يومين لتدفعه لصلاح أبو سيف الذي عمل معها كمساعد مخرج.
كان من بين المتقدمين الهواة للعمل في الفيلم، الرئيس الراحل «أنور السادات»، الذي أرسل خطاباً للشركة يقول فيه «قوامي نحيل، وجسمي ممشوق، وتقاطيعي متناسقة»، وفي اليوم التالي قام السادات بزيارة أمينة محمد في مكتبها، وتقدم إليها بطلب الاشتراك في تمثيل الفيلم، فرفضت أمينة محمد لأنه ليس «فوتوجينيك» (حسب رواية الناقد الفني طارق الشناوي)، وبالتالي لم يأخذ الدور، وكان رفضها سبباً في إقلاعه عن فكرة التمثيل.. وقد روى السادات هذه الواقعة في مقال له في جريدة الجمهورية، عندما كان رئيساً لتحريرها في منتصف الخمسينات، وأشار إلى هذا المقال الكاتب الصحافي محمد حسنين هيكل في كتابه «خريف الغضب».

## نقد الفيلم
كتبت إيمان عادل على موقع الدستور في 18 ديسمبر 2019: «كان لفيلم» تيتاوونج«الذي أنتج عام 1937 دوي الطبل في تاريخ السينما المصرية حين عرض بالسينمات لأول مرة، فهذا الفيلم كان تميمة الحظ لجيل كامل من نجوم السينما المصرية، ممن شاركوا فيها كمبتدئين، وانطلقوا بعدها في أدوار هامة»، وتحدثت الكاتبة عن أمينة محمد التي قامت بكل أعمال الفيلم قائلة: «أنها قامت فيه بكل شيء عدا التصوير الذي قام به كورنيل، والديكور الذي قام بتصميمه عبد السلام الشريف وإن كانت قد اشتركت في التنفيذ... صلاح أبو سيف فكان لا يزال صغير السن وكان كل ما فعله هو دق المسامير في ديكورات الفيلم».
كتب حسن حداد على موقع سينماتيك: «لقد اقترن الإنتاج السينمائي في مصر منذ البداية بأسماء سيدات مصريات، كن الرائدات في هذا الحقل... أنتجت الفنانة أمينة محمد فيلم (تيتاوونج)، وكان حالة خاصة جداً... تكمن أهميته وخصوصيته وقيمته الكبيرة في أنه كان بمثابة معهد سينمائي وحقل تجارب تطبيقي لمجموعة كبيرة من أصحاب المواهب الفنية، والذين لمعت أسماؤهم فيما بعد وأصبحوا من مشاهير النجوم وكبار المخرجين وعمداء الفن السينمائي».
كتب موقع «ولها وجوه أخرى»: «على الرغم من أن تجربة أمينة محمد الوحيدة في الإخراج والإنتاج السينمائي، هي الأقل حظًا في الاهتمام والتأريخ بين تجارب الرائدات، فإن تجربتها تعد الأكثر جرأة لأنها شكلت فريقًا من الهواة وخلقت بينهم تناغمًا، رغم أن أغلبهم يخوضون تجربتهم الأولى في السينما، فضلًا عن أنها كمخرجة استخدمت أسلوب» الفلاش باك«أو الاسترجاع... مضت أمينة بفيلمها» تيتاوونج«في الاتجاه الميلودرامي السائد في السينما المصرية حينذاك، مع اقترابها قليلًا من أفلام الإثارة. وبالنظر إلى الأفلام التي أخرجتها الرائدات، فقد كانت الميلودراما سمةً مشتركة، ورغم المبالغة التي اتسمت بها هذه الأفلام على مستويات عديدة، فقد نجحت مخرجاتها في استثمار هذا الخط لإظهار حجم القمع الذي تعانيه النساء في المجال الخاص، ولإبراز فداحة العنف الذي يمارسه بحقهن أفراد عائلاتهن من الذكور».

## وصلات خارجية
- تيتاوونج على موقع IMDb (الإنجليزية)
- تيتاوونج على موقع قاعدة بيانات الأفلام العربية
- تيتاوونج على موقع قاعدة بيانات الفيلم (الإنجليزية)
- تيتاوونج على موقع ليتربوكسد (الإنجليزية)
- تيتاوونج على الدهليز

http://elsada.net/39804/ نسخة محفوظة 17 فبراير 2020 على موقع واي باك مشين. تيتاوونج (فلم)
https://www.dostor.org/2944425 تيتاوونج (فلم)
https://www.shahrayar-stars.com/2020/06/8782/ تيتاوونج (فلم)
https://www.cinematechhaddad.com/Rowad/Rowad_AMohd.HTM تيتاوونج (فلم)